# Xã Franklin, Quận Kosciusko, Indiana
Xã Franklin (tiếng Anh: Franklin Township) là một xã thuộc quận Kosciusko, tiểu bang Indiana, Hoa Kỳ. Năm 2010, dân số của xã này là 1.127 người.